# ما، زنان
ما، زنان (ایتالیایی: Siamo donne) فیلمی درام و کمدی به کارگردانی لوکینو ویسکونتی، جانی فرانچولینی، آلفردو گوارینی، روبرتو روسلینی، و لوئیجی زامپا است که در سال ۱۹۵۳ منتشر شد. از بازیگران آن می‌توان به آلیدا والی، اینگرید برگمن، ایسا میراندا، و آنا مانیانی اشاره کرد.